# Eigenbilzen
Eigenbilzen (Limburgs: Ieëgebilze) is een dorp in het zuiden (Haspengouw) van de Belgische provincie Limburg, en een deelgemeente van de stad Bilzen-Hoeselt, het was een zelfstandige gemeente tot aan de gemeentelijke herindeling van 1977.

## Toponymie
De naam Eigenbilzen - eigen of allodiaal en Bilzen - wordt voor het eerst vermeld in een akte van 1096. Ook zou het betrekking hebben op Eikenbilzen, dit ter onderscheiding van Bilzen, dat in de 13e eeuw ook wel als Bucholtbilsen (Beukenbilzen) werd genoteerd.

## Geschiedenis
De plaats was reeds vroeg bewoond. In 1871 werd er een vorstengraf uit de IJzertijd gevonden. Ook werden er sporen gevonden van Romeinse graven en van drie Romeinse villa's. Het vorstengraf bevatte onder meer twee bronzen wijnkannen en een Keltische gouden armband. Deze bevinden zich in het Koninklijke Musea voor Kunst en Geschiedenis te Brussel. Het vorstengraf is het meest noordelijk gelegen exemplaar dat in Europa werd gevonden.
De naam Eigenbilzen werd voor het eerst vermeld in een akte van 1096. In dit stuk was er sprake van de schenkingen van Ida van Verdun (Bouillon), de moeder van de bekende hertog Godfried van Bouillon, aan de abdis van Munsterbilzen. Het was een Loonse gemeente, waartoe ook de heerlijkheid Groenendael behoorde, die op het einde van de 18e eeuw in het bezit was van Michaël de Grady van Luik en nu bij Waltwilder hoort. Eigenbilzen zelf werd in 1680 verpand aan de familie de Heusch van de Zangerhei. Zij benoemde er de schout en de schepenen, die lering of beroep moesten aantekenen bij de buitenbank van Bilzen.
De Sint-Ursulakerk van Eigenbilzen was een dochterkerk van Gellik. Van Eigenbilzen hingen de kerken van Mopertingen en Hoelbeek en de kapellen van Zangerheide en van Locht af.
In de eerste helft van de 19e eeuw werd de heide in het noorden van Eigenbilzen gedeeltelijk bebost. In 1856 werd de spoorlijn Hasselt-Maastricht aangelegd, welke door Eigenbilzen loopt. Het Albertkanaal, gelegen in het noorden van Eigenbilzen, werd geopend in 1939.

## Demografische ontwikkeling
- Bronnen:NIS, Opm:1831 tot en met 1970=volkstellingen; 1976 = inwoneraantal op 31 december

## Bezienswaardigheden

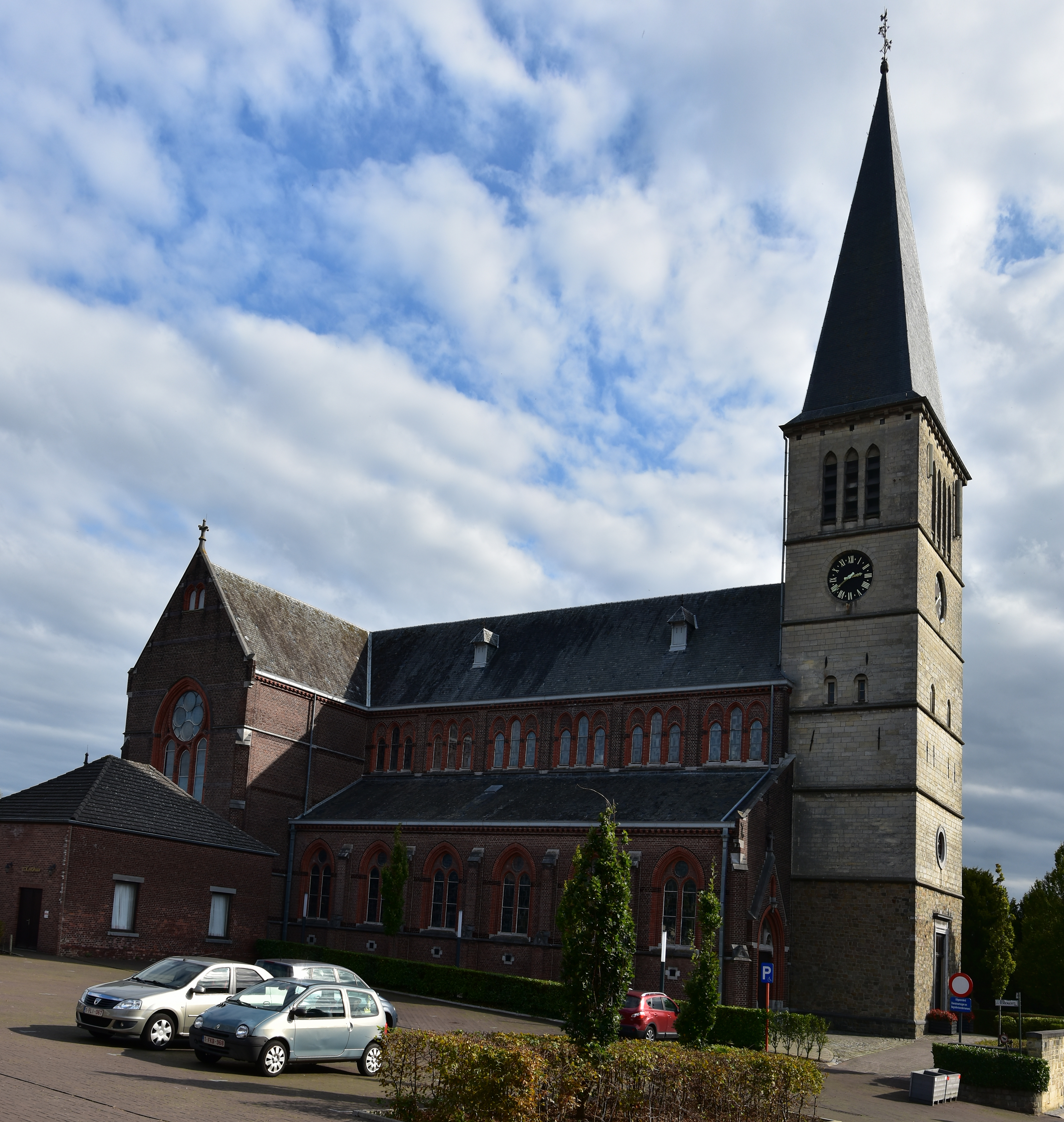
De Sint-Ursulakerk

- De neogotische Sint-Ursulakerk uit 1908-1910 met gotische toren uit de 13e-14e eeuw.
- De Zangerheimolen langs de Molenbeek
- Het Kasteel Zangerheide
- De Mariakapel, een kapelletje uit 1754, op de hoek Dorpsstraat/Steenveldstraat

## Natuur en landschap
Eigenbilzen ligt op de grens van het Kempens Plateau in het noorden, vochtig-Haspengouw in het westen, en droog-Haspengouw in het oosten. De hoogte varieert tussen 90 meter op het Plateau en 55 meter in het dal van de Krombeek. Het Kempische deel ligt voornamelijk ten noorden van het Albertkanaal, dat omstreeks 1939 werd gegraven. Ten noorden van dit kanaal vindt men het natuurgebied De Hoefaert, vooral bestaande uit naald- en loofbos en het gehucht Berenbroek. Ten zuiden van dit kanaal ligt het natuurgebied Munstervallei met onder meer het landschap rond Kasteel Zangerheide en het Bonijtersbos.
Naast de Krombeek ligt ook de Meersbeek op het grondgebied van Eigenbilzen. Beide beken komen, met een aantal andere, samen in het Munsterbos, om vervolgens gezamenlijk als Munsterbeek in de Demer uit te monden.

## Sport
Voetbalclub JB Eigenbilzen is aangesloten bij de KBVB en er actief in de provinciale reeksen.

## Bekende Eigenbilzenaren
- Jelle Vossen (1989), voetballer
- Julien Schoenaerts (1925-2006), acteur
- Nico Vaesen, Keeper
- Frieda Brepoels, Europees parlementslid
- Gerty Christoffels, Presentatrice
- Guy Swennen, Belgisch senator voor Sp.a.
- Jos Stassen, Burgemeester Kruibeke

### Geboren in Eigenbilzen
- Julien Schoenaerts (1925-2006), acteur
- Guido Brepoels, voetbaltrainer

### Woont in Eigenbilzen
- Jelle Vossen (1989), voetballer

## Nabijgelegen kernen
Gellik, Hoelbeek, Munsterbilzen, Mopertingen, Veldwezelt

## Galerij

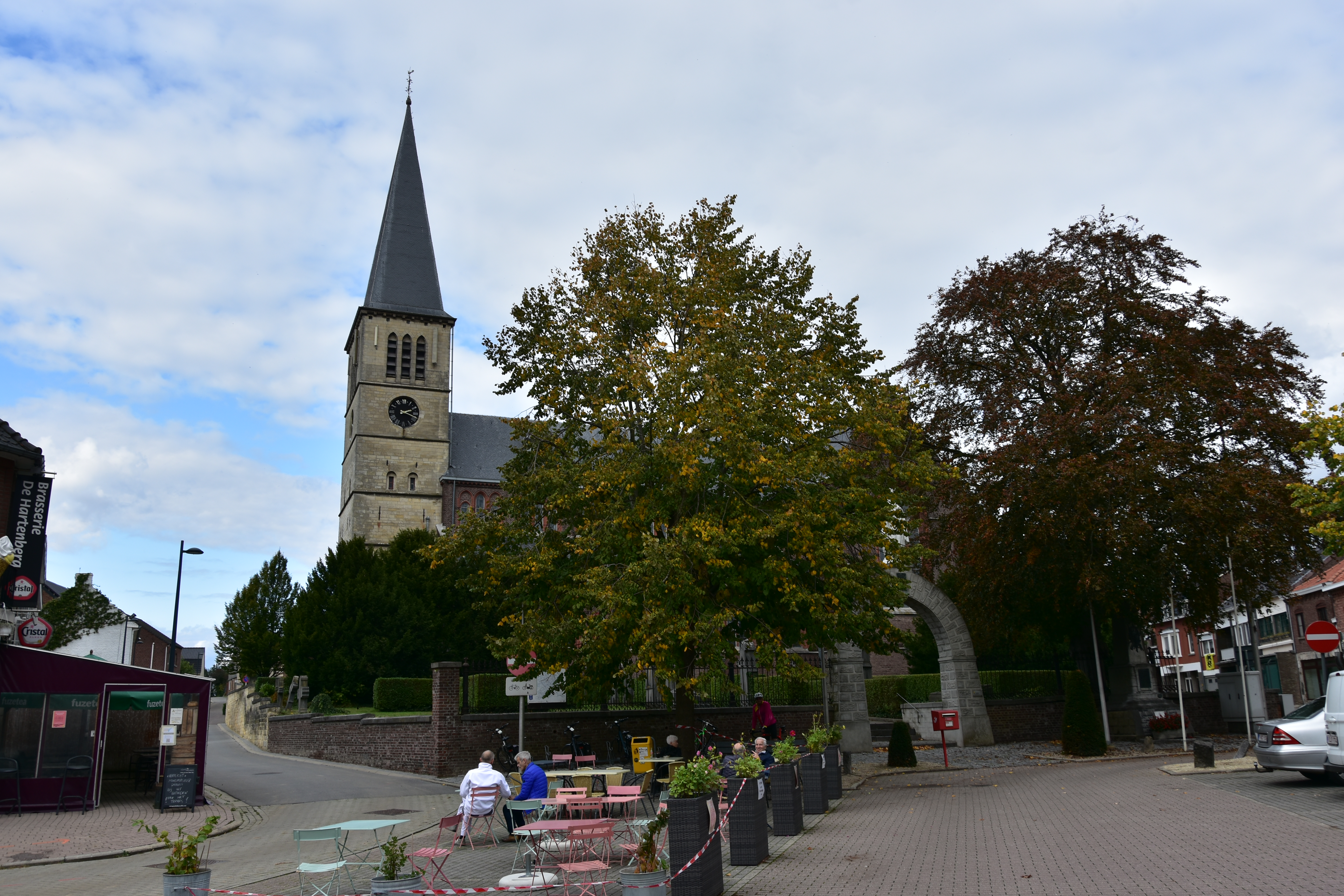
De Sint-Ursulakerk aan het Eigenbilzerplein
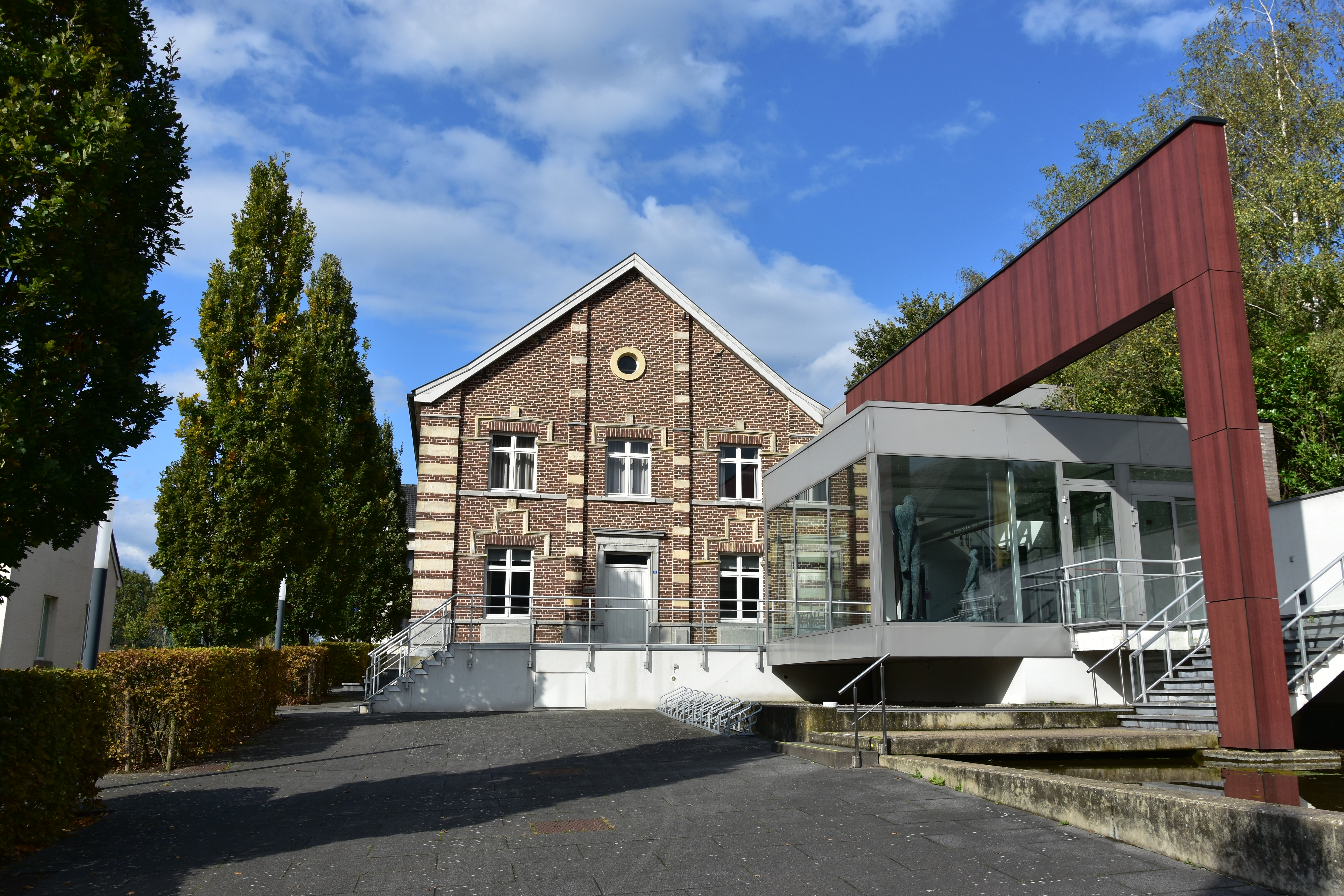
Voormalig gemeentehuis
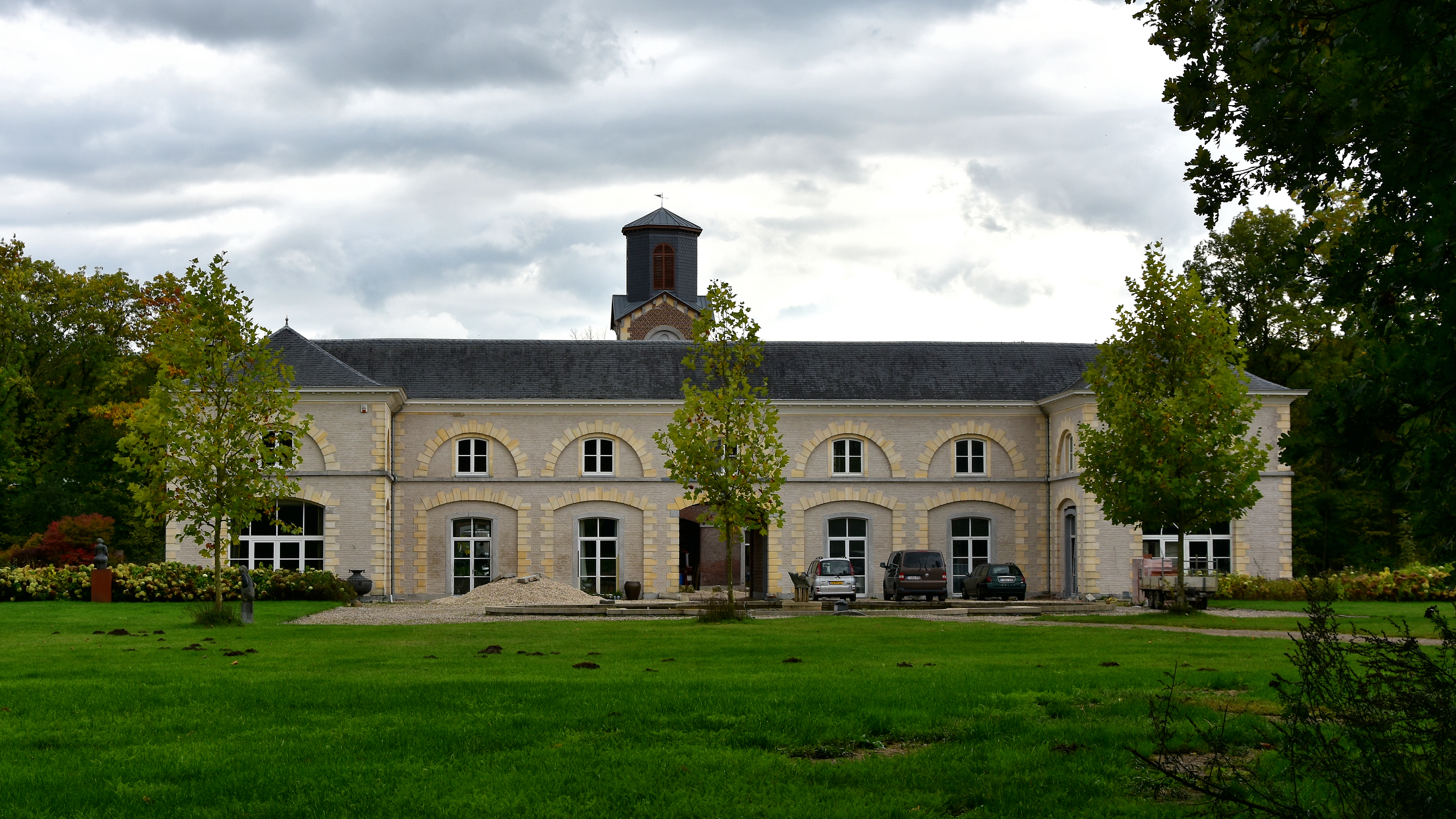
Kasteel Zangerhei
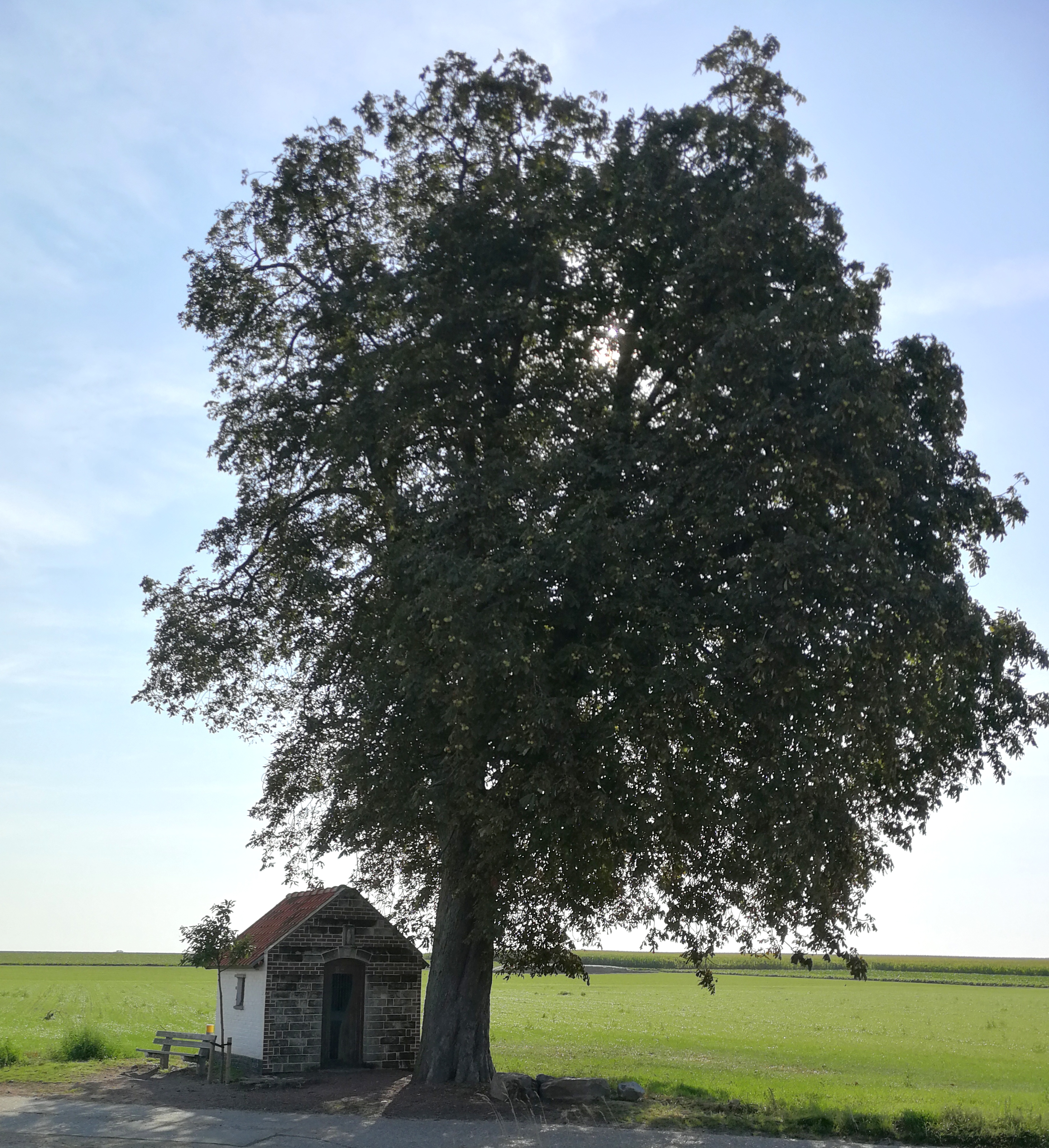
Kapel Onze-Lieve-Vrouw van Altijddurende bijstand
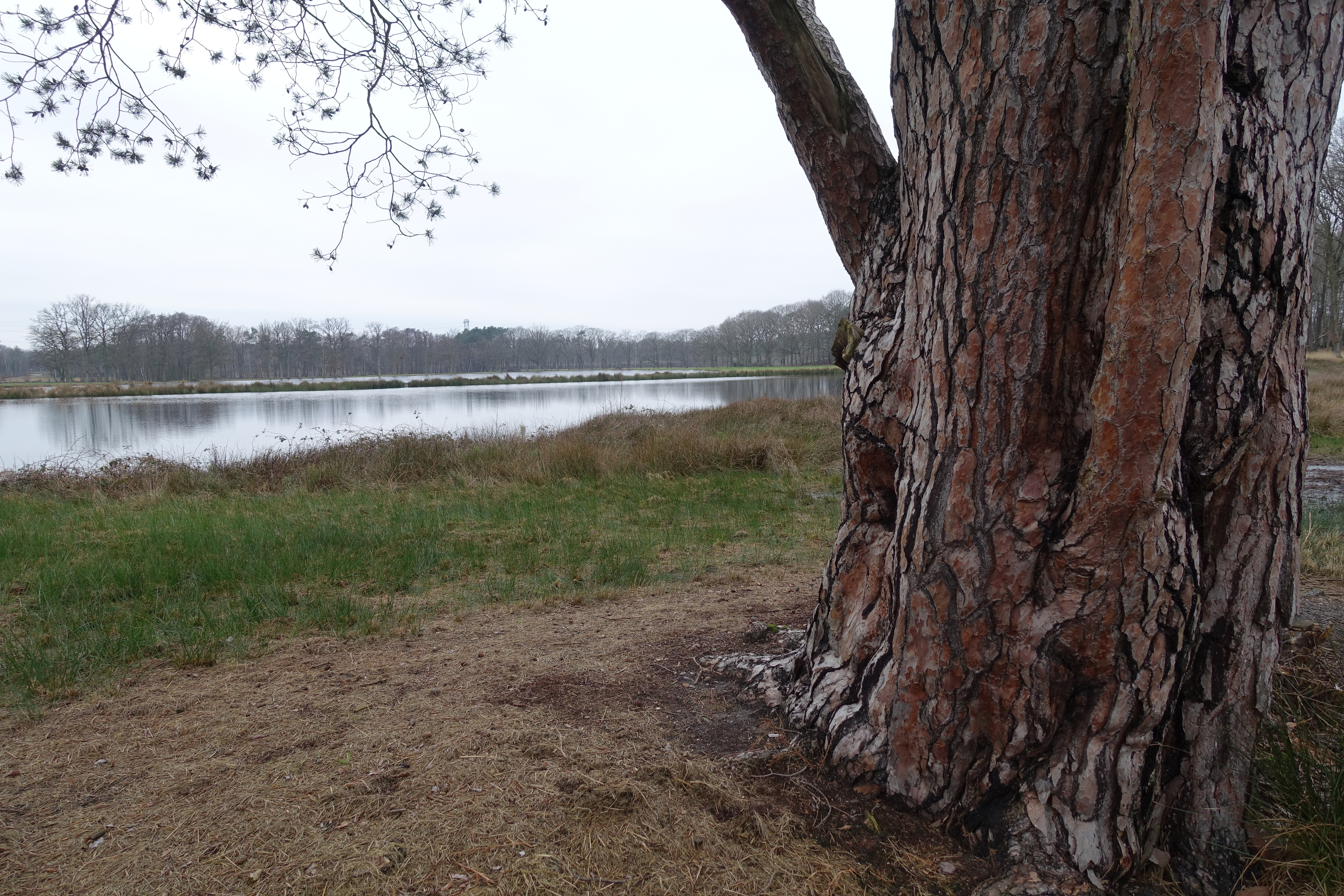
Vijvers bij De Hoefaert
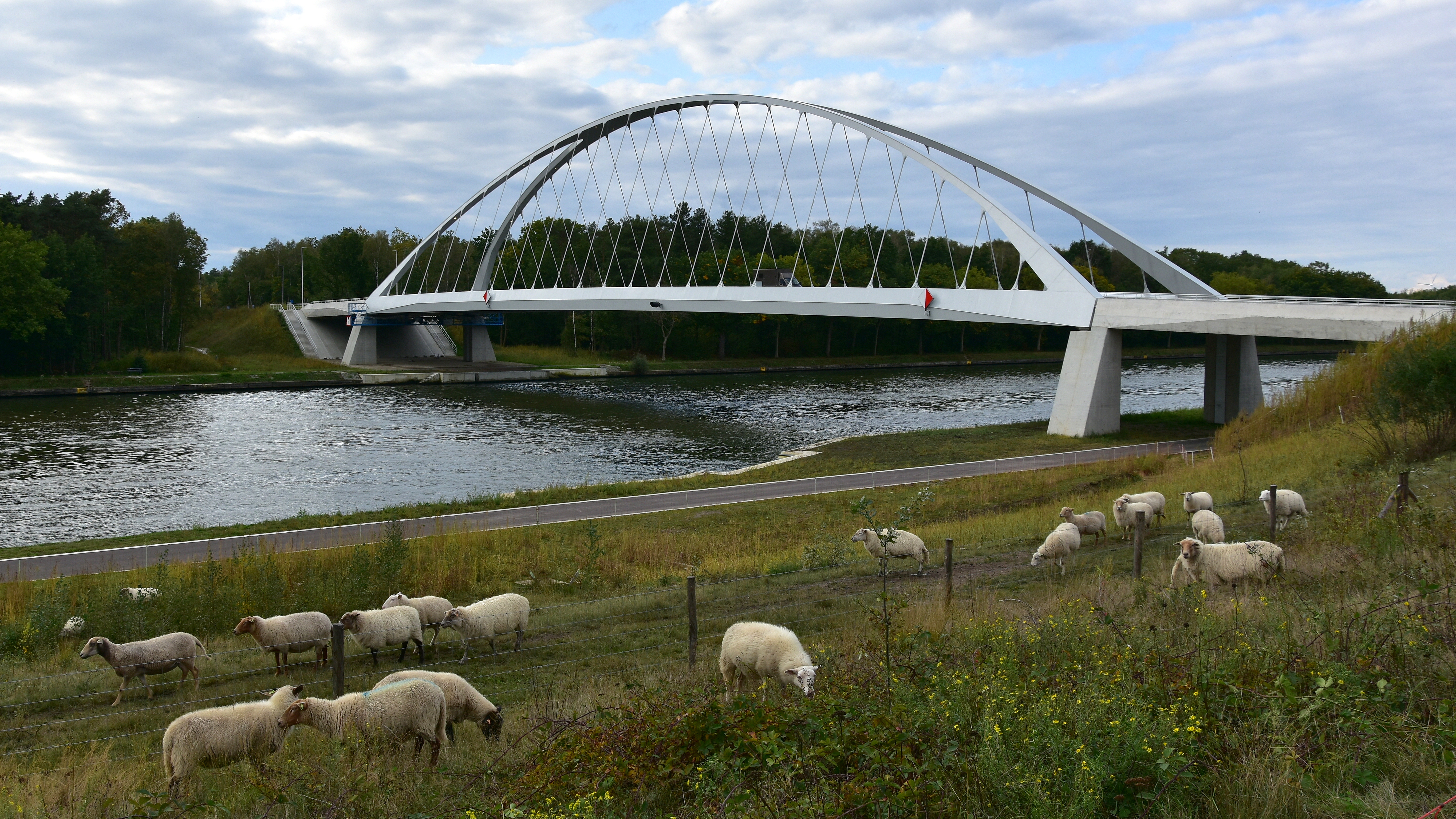
Brug over het Albertkanaal